# Tec (canal de televisión)
Tec (estilizado como TEC) es un canal de televisión abierta argentino de ámbito educativo. Es propiedad de Contenidos Públicos S.A. y es operado por la Secretaría de Medios y Comunicación Pública.

## Historia
Fue lanzado al aire en septiembre de 2011 como Tecnópolis TV en señal de pruebas inspirado en la exposición del mismo nombre, ubicada en Villa Martelli, Partido de Vicente López en la Provincia de Buenos Aires. para ser lanzado oficialmente el 18 de abril de 2012 por la entonces presidenta Cristina Fernández de Kirchner. Es el primer canal público argentino dedicado a la difusión de programación centrada en la ciencia, la tecnología y la industria, orientado al público juvenil. Tanto la programación del canal como la difusión del canal se encuentran producidas y emitidas en alta definición.
El 7 de octubre de 2018, a las 22 horas, Tec TV transmitió en vivo desde su sitio web el lanzamiento del satélite argentino SAOCOM 1A.

## Logotipos

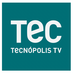
2011-2012
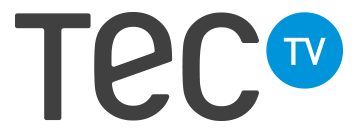
2014-2022
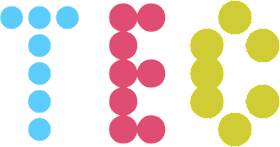
Desde 2022